# Podbřezí
Podbřezí (en allemand : Niederbirkicht) est une commune du district de Rychnov nad Kněžnou, dans la région de Hradec Králové, en République tchèque. Sa population s'élevait à 577 habitants en 2022.

## Géographie
Podbřezí se trouve à 6 km au sud-est de Dobruška, à 12 km au nord-nord-ouest de Rychnov nad Kněžnou, à 29 km à l'est-nord-est de Hradec Králové et à 129 km à l'est-nord-est de Prague.
La commune est limitée par Dobruška au nord, par Dobré à l'est, par Bílý Újezd au sud, et par Trnov et Semechnice à l'ouest.

## Histoire
La première mention écrite de la localité date de 1388.

## Administration
La commune se compose de trois sections :
- Podbřezí
- Chábory
- Lhota Netřeba

## Galerie

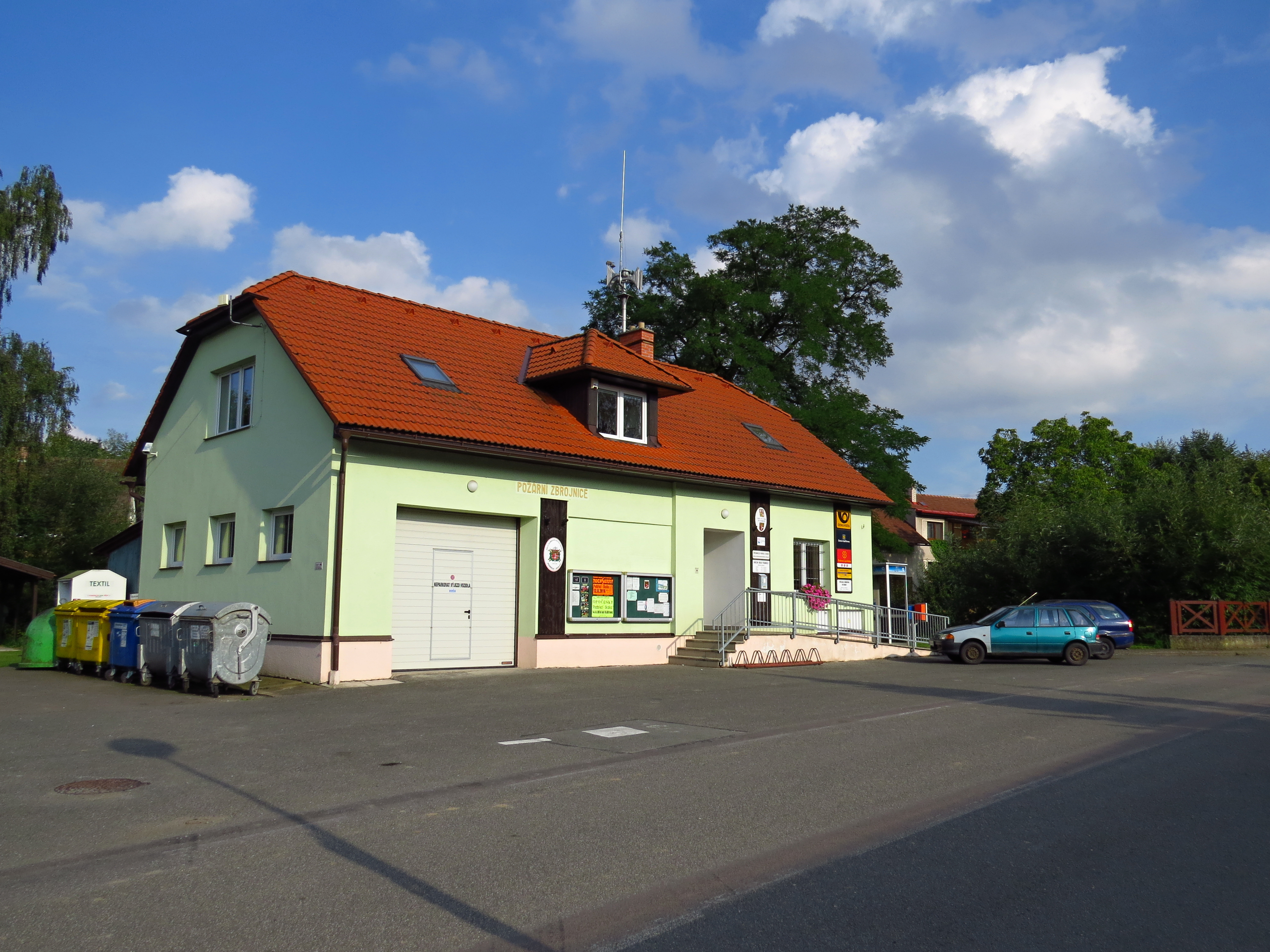
Podbřezí : la mairie.
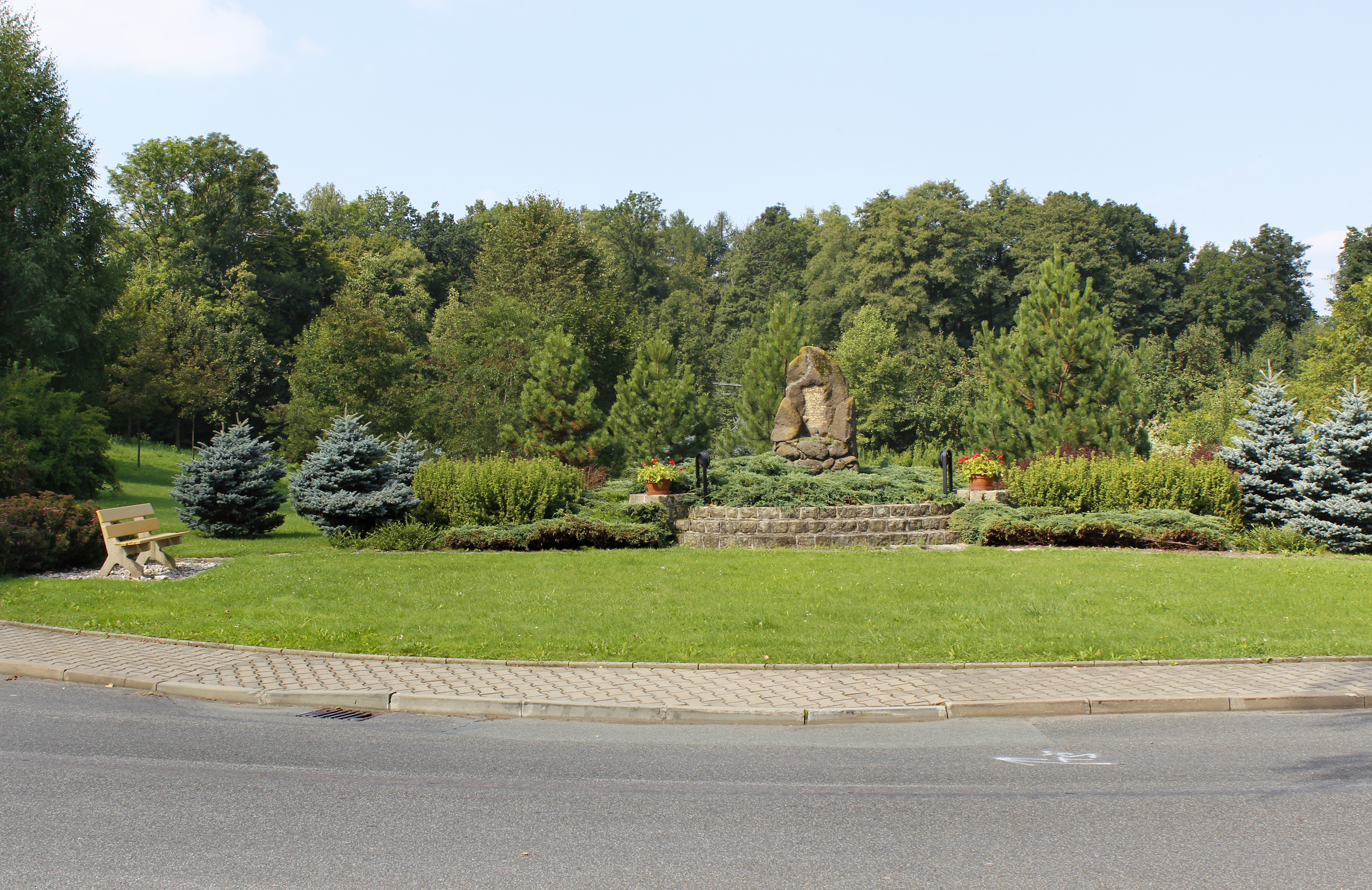
Monument aux morts de la Première Guerre mondiale.

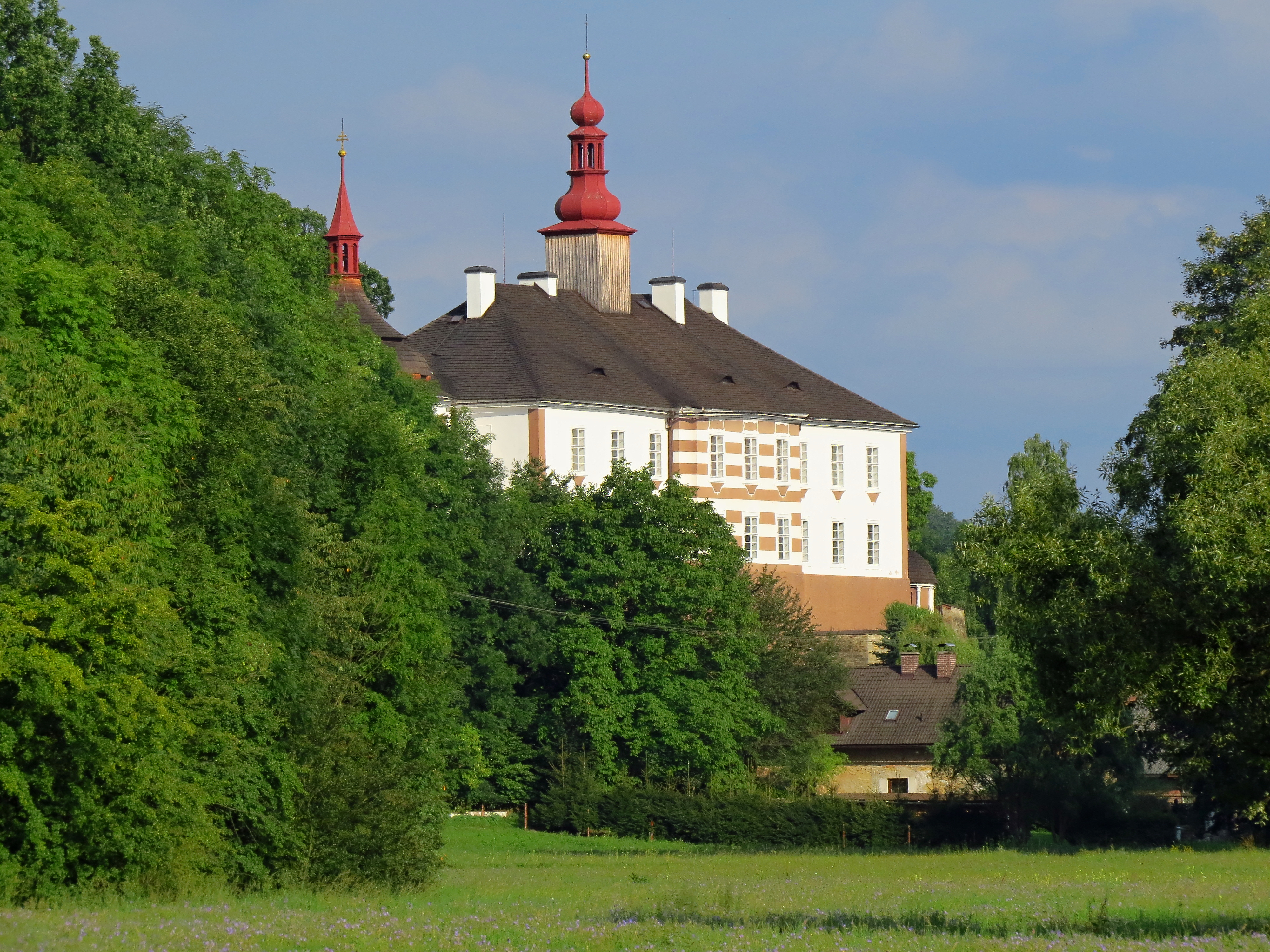
Château Skalka.
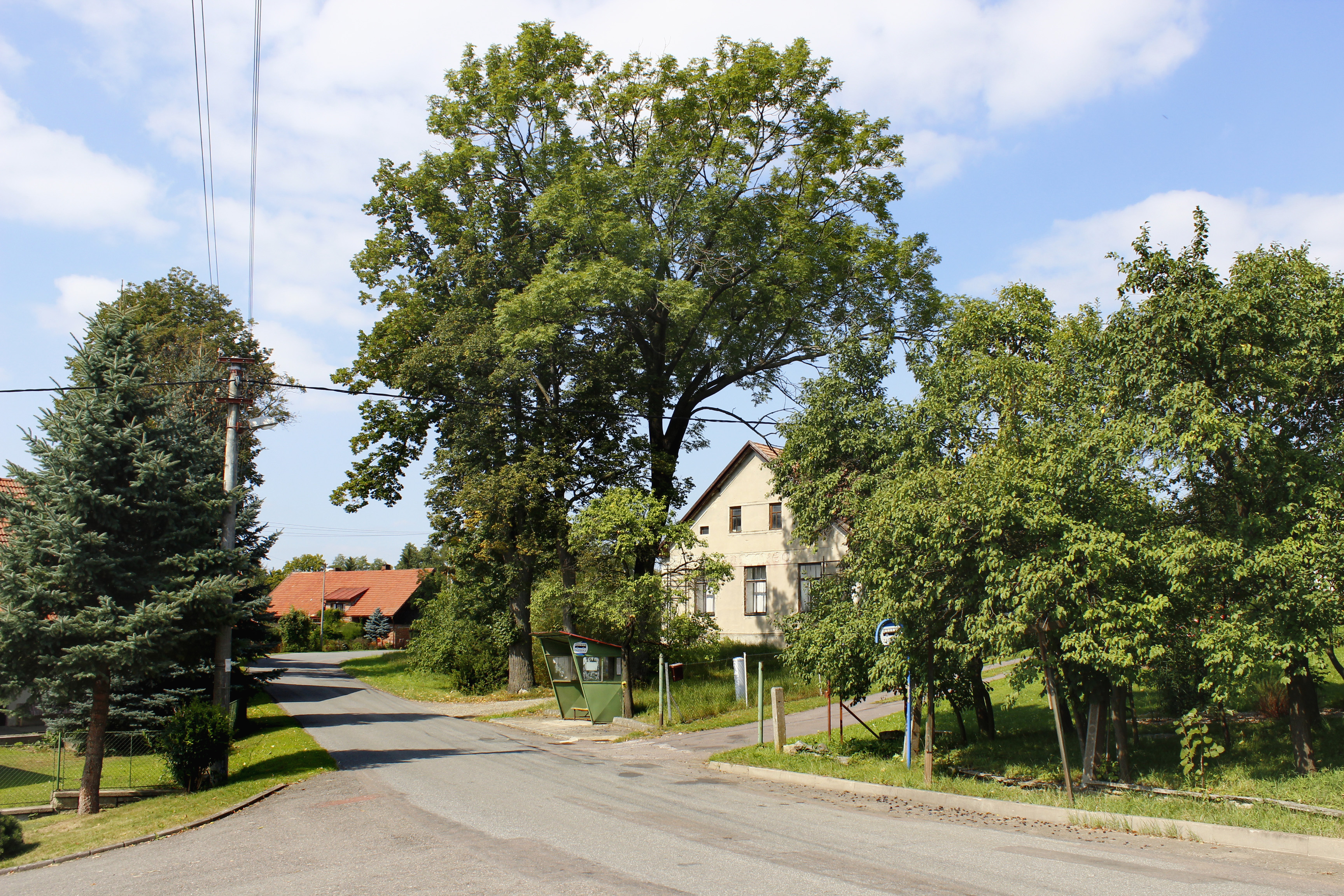
Lhota Netřeba.

## Transports
Par la route, Podbřezí se trouve à 12 km de Rychnov nad Kněžnou, à 35 km de Hradec Králové et à 153 km de Prague.